# Cochliomyces argentinensis
Cochliomyces argentinensis är en svampart som beskrevs av Speg. 1912. Cochliomyces argentinensis ingår i släktet Cochliomyces och familjen Euceratomycetaceae.   Inga underarter finns listade i Catalogue of Life.